# Гергер (Мартуні)
Гергер (вірм. Հերհեր), Каркар (азерб. Qarqar) — село у Мартунинському районі Нагірно-Карабаської Республіки. Село розташоване за 2 км на південний схід від села Цоватех, за 2 км на схід від села Схторашен та за 5 км на північ від села Кармір шука, яке розташоване на перехресті трас до Степанакерту, Мартуні та Гадруту.

## Пам'ятки
- В селі розташована церква Святого Григоріса 1665-1676 рр., цвинтар 18-19 ст. та каплиця 17-18 ст.